# Bělkovice-Lašťany
Bělkovice-Lašťany – miejscowość i gmina (obec) w Czechach, w kraju ołomunieckim, w powiecie Ołomuniec. W 2022 roku liczyła 2275 mieszkańców.